# Armata de Nord a Statelor Unite ale Americii
Armata de Nord a Statelor Unite ale Americii este o formațiune  militară a Armatei Statelor Unite ale Americii. Ca forță terestră de comandă, ea este responsabilă pentru apărarea patriei și oferă suport militar autorităților civile. Garnizoana ei se află la Fort Sam Houston, Texas. De la începutul lunii ianuarie 1943, când a fost creat pentru prima dată în timpul celui de-al Doilea Război Mondial, sub comanda generalului-locotenent Mark Wayne Clark, până în 2004, ea a purtat denumirea de Armata a 5-a a Statelor Unite ale Americii.

## Istoric

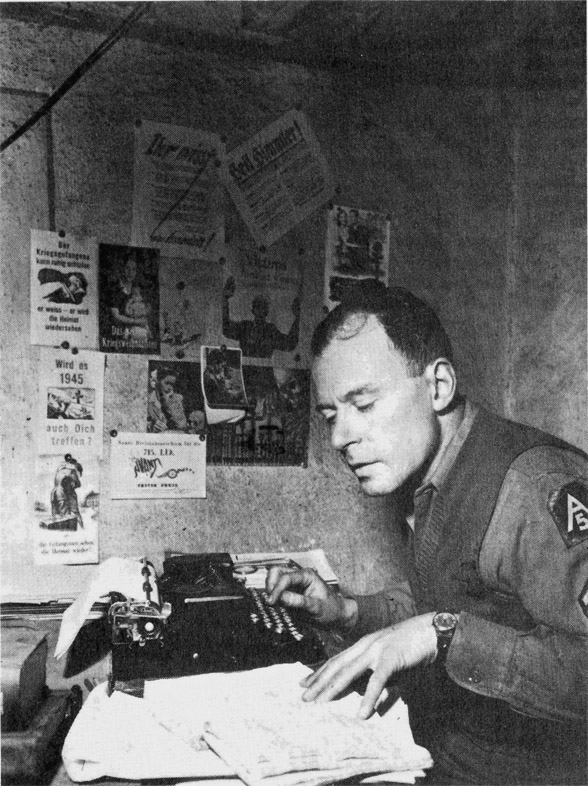
Klaus Mann

### Al Doilea Război Mondial
Armata a 5-a a Statelor Unite ale Americii a fost una dintre principalele formațiuni ale Armatei SUA în operațiunile militare desfășurate în Marea Mediterană în timpul celui de-al Doilea Război Mondial și a fost prima  armată de uscat americană care a fost formată în afara Statelor Unite ale Americii. Ea a fost oficial activată pe 5 ianuarie 1943 la Oujda, Maroc și primit misiunea de a apăra Algeria și Marocul. A avut, de asemenea, responsabilitatea pentru planificarea părții americane a invadării Italiei continentale și deși nu a fost implicată în invazia Aliaților din Sicilia (cu numele de cod Operațiunea Husky) a primit misiunea de a antrena trupele de luptă destinate a fi debarcate în Sicilia. Armata a 5-a a fost comandată inițial de generalul-locotenent Mark Wayne Clark, care a condus-o timp de aproape doi ani, și a participat la unele dintre cele mai dure lupte din al Doilea Război Mondial, fiind angajată pe Frontul Italian, care a fost, în multe feluri, o reminiscență a războiului de tranșee de pe Frontul de Vest din Primul Război Mondial. Scriindu-i generalului-locotenent Jacob L. Devers (adjunctul american al feldmareșalului Sir Henry Maitland Wilson, comandantul trupelor aliate de pe teatrul de război din Marea Mediteraneană) la sfârșitul lunii martie 1944, Clark a explicat dificultățile luptei în Italia. Ele erau, în opinia sa, „terenul, vremea, pozițiile defensive pregătite cu atenție în munți, trupele inamice determinate și bine instruite, mijloacele extrem de inadecvate aflate la dispoziția noastră, în timp ce suntem în ofensivă, cu forțe  aproximativ egale."

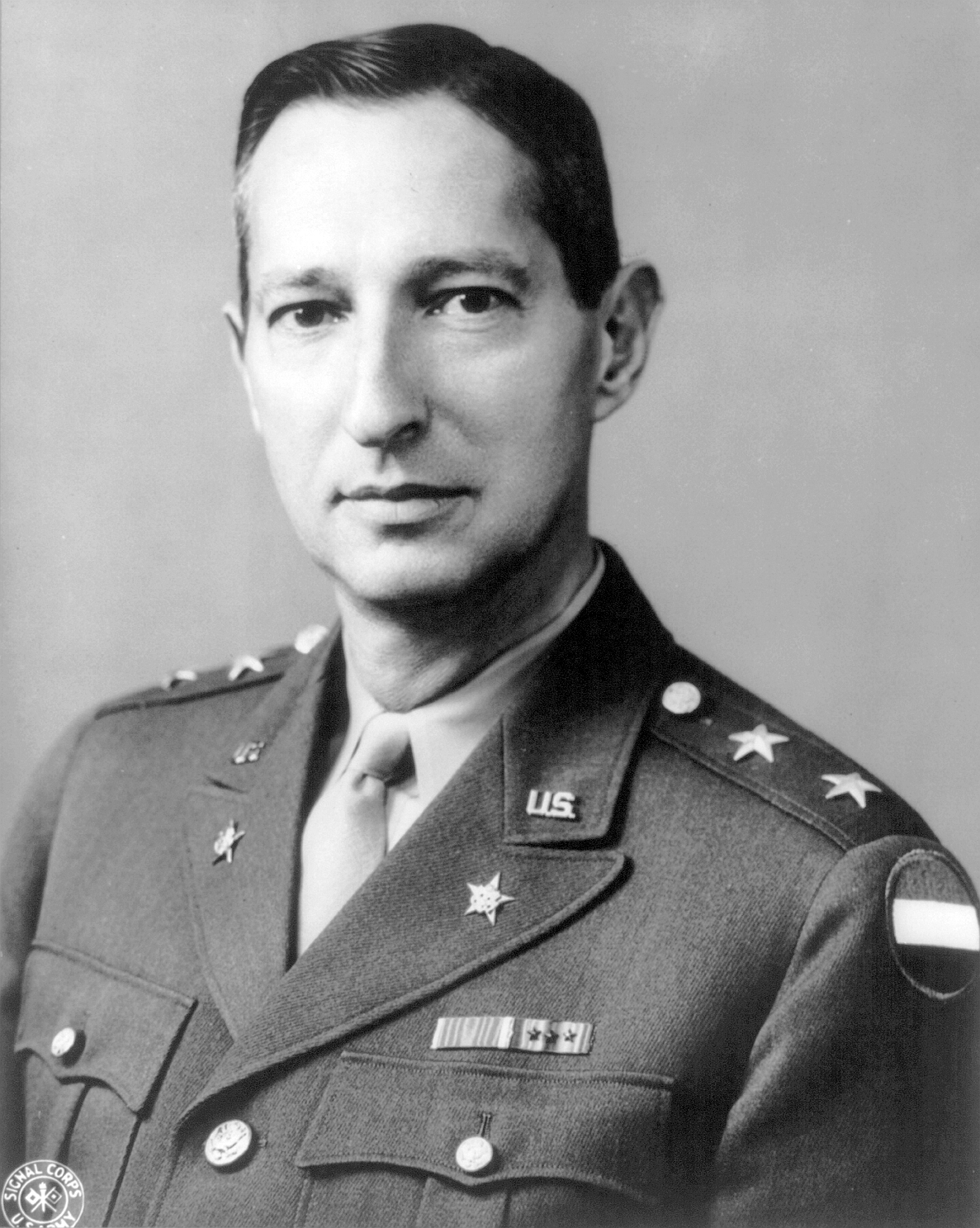
Mark W. Clark, fotografiat aici în 1942 ca general-maior, a fost destinat să comande Armata a 5-a în cea mai mare parte a existenței sale.

### Ordinea de luptă din august 1944
(Parte a Grupului de Armate 15)
- Armata a 5-a Americană – (general-locotenent Mark Clark)
  -  Corpul II – (general-maior Geoffrey Keyes)
    -  Divizia 34 Infanterie – (general-maior Charles L. Bolte)
    -  Divizia 88 Infanterie – (general-maior John E. Sloan)
    -  Divizia 91 Infanterie – (general-maior Livesay)

  -  Corpul IV – (general-maior Willis D. Crittenberger)
    -  Divizia 6 Blindate Sud-Africană – (general-maior Evered Poole)
    -  Divizia 85 Infanterie – (general-maior John B. Coulter)
    -  Forța Expediționară Braziliană – (general-maior Mascarenhas de Morais)
    -  Regimentul 442 Infanterie

  - Corpul XIII Britanic – (general-locotenent Sidney Kirkman)
    -  Divizia 1 Infanterie Britanică – (general-maior Charles Loewen)
    -  Divizia 6 Blindate Britanică – (general-maior Horatius Murray)
    - Divizia 8 Infanterie Indiană – (general-maior Dudley Russell)

  - Rezerva Grupului de Armată
    -  Divizia 1 Blindate – (general-maior V. E. Prichard)

## Structura și organizarea Armatei a 5-a

### Grupul de comandă
- General comandant: general-locotenent Jeffrey S. Buchanan
- adjunct pentru operațiuni al generalului comandant: general-maior James R. Blackburn, Jr.
- adjunct al generalului comandant: Dl Robert Naething
- adjunct pentru trupele de rezervă al generalului comandant: general de brigadă Peter Bosse
- Sergent Major: sergent-major Ronald Orosz